# Mărișel
Mărișel (in ungherese Havasnagyfalu, in tedesco Marischel) è un comune della Romania di 1 521 abitanti, ubicato nel distretto di Cluj, nella regione storica della Transilvania.